# Caddo-mississippikulturen

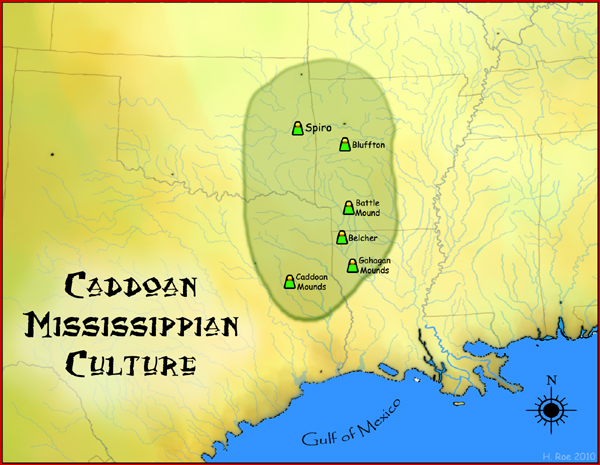
Caddo-mississippikulturens utbredningsområde

Caddo-mississippikulturen är det namn forskningen givit åt den variant av mississippikulturen vilken fanns i de östra delarna av nuvarande Oklahoma, de västra delarna av nuvarande Arkansas, de nordöstra delarna av nuvarande Texas och de nordvästra delarna av nuvarande Louisiana. Det finns en kulturell kontinuitet som visar att bärarna av denna arkeologiska kultur var de direkta förfäderna till de caddospråkiga grupper som fanns i området när de första européerna kom och vars ättlingar nu bildar Caddo Nation of Oklahoma, en federalt erkänd indiannation i Oklahoma.

## Arkeologiska karaktäristika

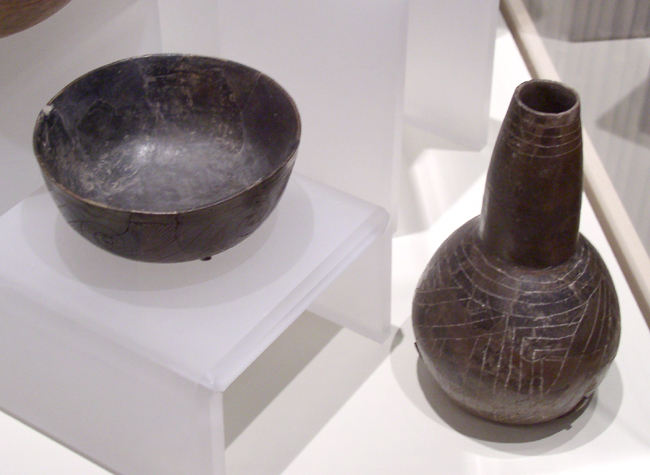
Lergods från caddo-mississippikulturen.

1. Nya former av keramik och keramiska mönster.
2. Tempel- och gravhögar
3. Gravskick som tyder på ett hierarkiserat samhälle.
4. Majsodling ersätter tidigare grödor.
5. Majsodlingens dominans omkring år 1200 e.Kr. gör att de stora byarna upphör som befolkningscentra, men kvarstår som rituella centra.

Källa: 

## Kulturutveckling

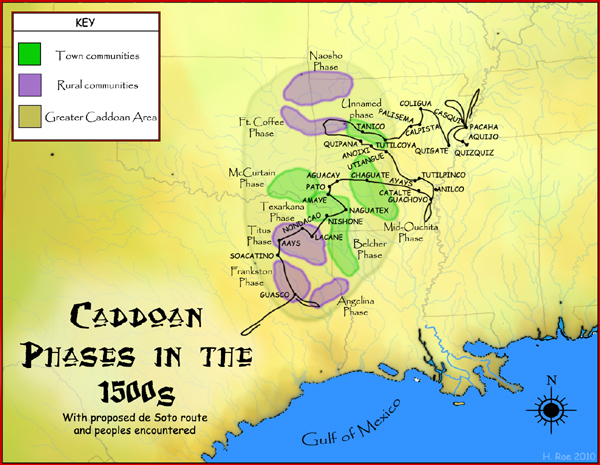
Varieteter av caddo-mississippikulturen på 1500-talet.

De lokala arkeologiska kulturer som fanns i området började på 800-talet e.Kr. sammansmälta till ett tidigt uttryck för mississippikulturen. Vissa byar började framstå som rituella centra med tempelhögar arrangerade runt öppna platser. Lämningar efter lyxbostäder och stora gravar med exotiska gravgåvor som markerar auktoritet och prestige tyder på ett hierarkiserat samhälle, där vissa individer och släkten var mer betydande än andra. Forskningen har antagit att detta hör samman med uppkomsten av komplexa religiösa och sociala idéer. Omkring år 1000 hade en klar caddo-mississippikultur uppkommit. De största och mest komplexa lämningarna finns i Arkansas Rivers och Red Rivers dalgångar, som var de största och mest fruktbara delarna av kulturens utbredningsområde. På 1200-talet dominerades näringslivet av majsodling. Befolkningsutvecklingen nådde sin höjdpunkt omkring år 1400 och därefter minskade befolkningens storlek. Den arkeologiska kulturens likformighet avtog och ersattes av lokala varieteter. Efter de första européernas ankomst drabbades caddo-mississippikulturens bärare av epidemier av europeiska sjukdomar och den snabbt minskade befolkningen ledde till samhällsförändringar som gjorde att det uppstod nya kulturmönster vilka är kända från historisk tid.

## Illustrationer

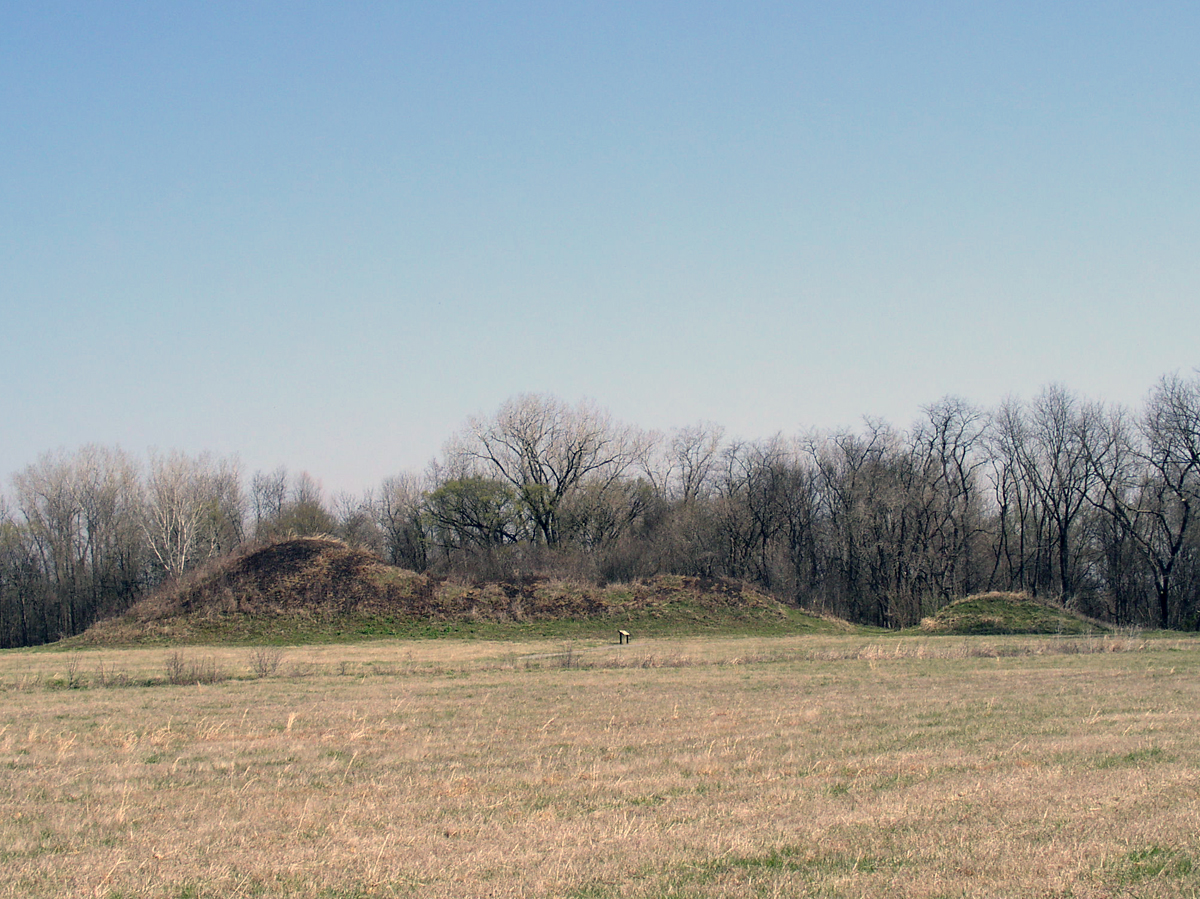
Gravhög från caddo-mississippikulturen.
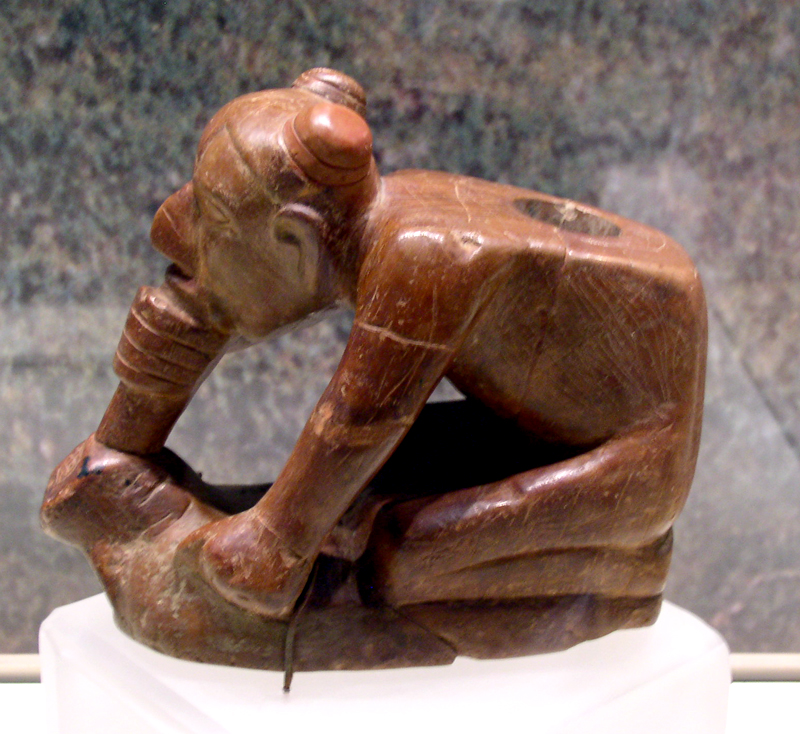
Tobakspipa i form av en rökande man.
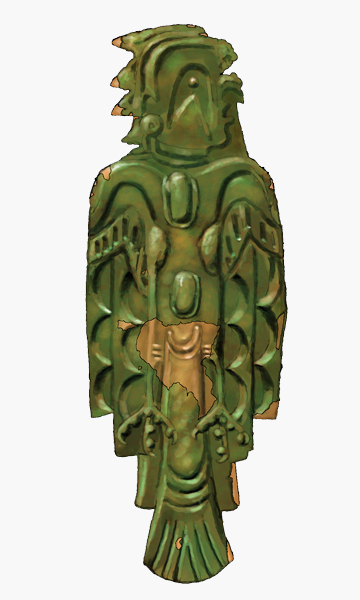
Rekonstruoitu kuva alkaen kaiverrettu kupari plakin.
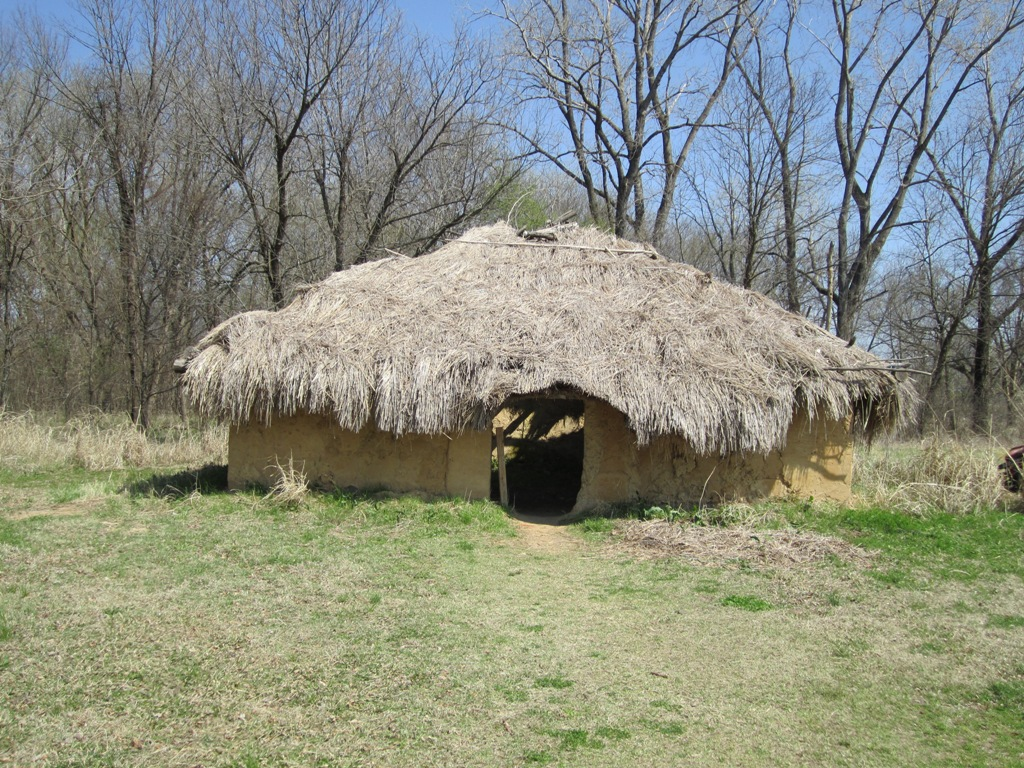
Rekonstruerat hus från 1200-talet.